# Bønsnes kyrka
Bønsnes kyrka är en liten stenkyrka i Bønsnes i Hole kommun i Buskerud fylke i Norge. Kyrkan är från medeltiden, troligen byggd omkring 1200. Den har cirka 80 sittplatser.
På 1500- och 1600-talen förföll kyrkan, och den togs inte i bruk igen förrän den renoverades 1728. Kyrkorummet förändrades markant på 1700-talet, då man gjorde nya, större fönsteröppningar; det enda fönster som behållit sin ursprungsform är det i öst. 1790 dekorerades kyrkan om invändigt, med målningar av Ole Robart. Det västra tornet byggdes till omkring 1860.
Till inventarierna hör en madonnafigur från omkring 1250 och ett krucifix från andra halvan av 1400-talet. Predikstolen och altartavlan är från omkring 1700. Dopfunten är timglasformad och antagligen från 1600-talet.